# Диксон, Джеймс (ботаник)
Джеймс Диксон (англ. James Dickson; 1738—1822) — шотландский ботаник и миколог, специалист по тайнобрачным растениям.

## Биография
Джеймс Диксон родился в 1738 году в деревне Траквейр в Шотландии в бедной семье. Впервые познакомился с ботаникой в садах графа Траквейра. Затем Диксон учился в питомнике Джеффри в Бромптоне. В 1772 году он основал собственное предприятие в Ковент-Гардене. С 1785 по 1791 Диксон путешествовал по Северо-Шотландским нагорьям, собирал гербарные образцы растений. В 1788 году Диксон стал одним из действительных членов только что основанного Лондонского Линнеевского общества. В 1798 году он познакомился с исследователем Мунго Парком, позднее женился на его сестре. В 1804 году Джеймс был избран вице-презитентом Сельскохозяйственного общества. Джеймс Диксон скончался 14 августа 1822 года в Брод-Грине, пригороде Лондона.

## Некоторые научные работы
- Dickson, J. (1785—1801) Fasciculi plantarum cryptogamicarum brittaniae.

## Род и некоторые виды растений, названные в честь Дж. Диксона
- Dicksonia L'Her., 1789
- Areca dicksonii Roxb., 1814 [syn.  Pinanga dicksonii (Roxb.) Blume, 1839]
- Chorizema dicksonii Graham, 1839
- Ehretia dicksonii Hance, 1862